# 千葉県の登録有形文化財一覧

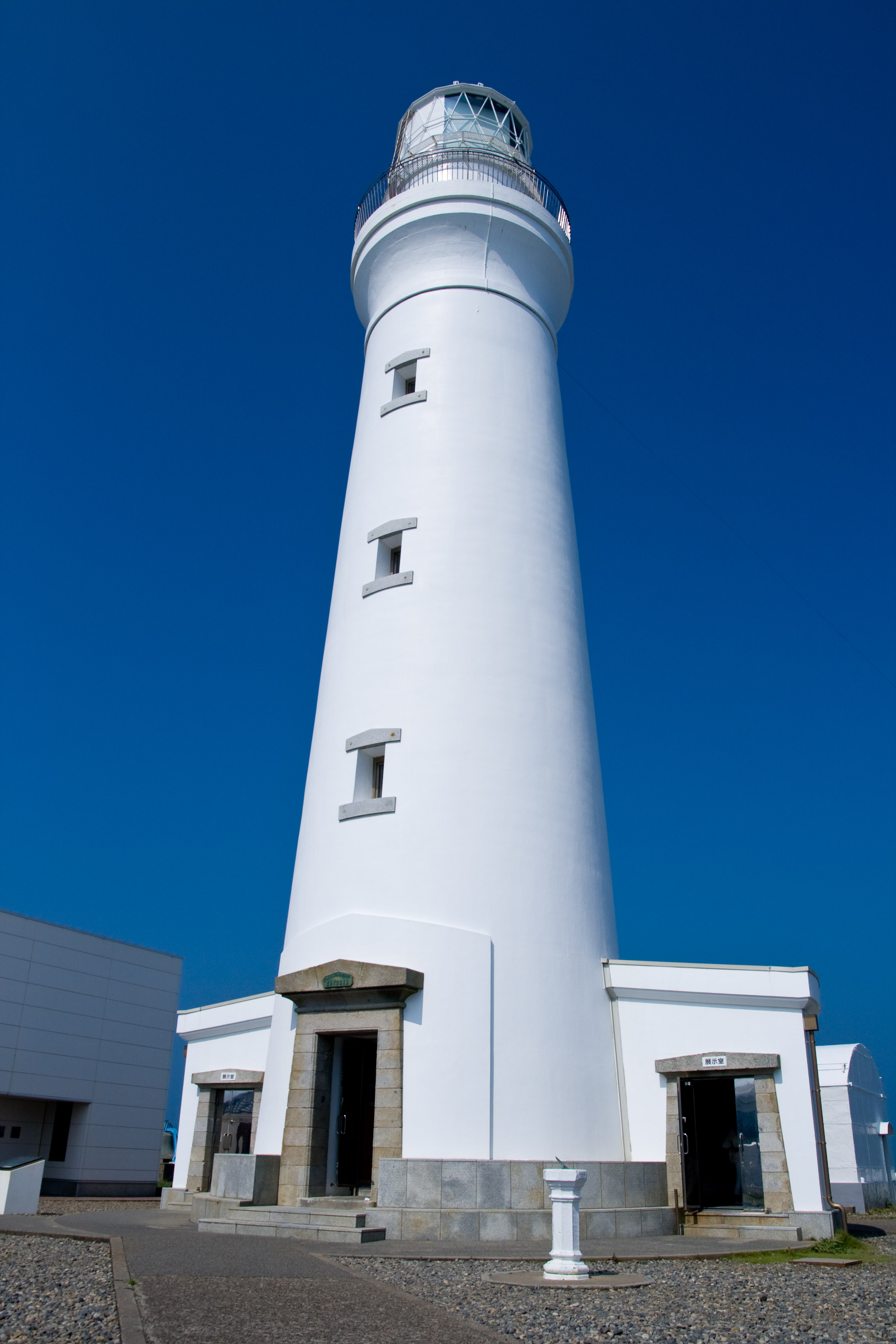
犬吠埼灯台

千葉県の登録有形文化財一覧（ちばけんのとうろくゆうけいぶんかざいいちらん）は、千葉県にある登録有形文化財（国登録）の一覧。

## 概説
千葉県内には259件の登録有形文化財がある。都市部よりも房総半島や成田市などに文化財が多い傾向がある。なお重要文化財指定の建造物は28件、県指定の建造物の文化財は70件となっている。登録有形文化財から重要文化財に昇格したものは未だ無い。焼失し抹消されたものはないが、解体により抹消されたものは4件ある。

## 千葉市
- 大巌寺本堂（2011年登録）
- 大巌寺書院（2011年登録）
- 千葉県水道局千葉高架水槽（2007年登録）
- 千葉県水道局千葉分場１号配水池（2017年登録）
- 千葉市民ギャラリー・いなげ（旧神谷伝兵衛稲毛別荘）（1997年登録）
- 千葉トヨペット本社（旧勧業銀行本店）（1997年登録）

## 船橋市
- 東葉高等学校正門（旧近藤家住宅長屋門）（2001年登録）

## 市川市
- 加藤家住宅主屋（2010年登録）
- 加藤家住宅煉瓦塀（2010年登録）
- 旧浅子神輿店店舗兼主屋（2010年登録）
- 後藤家住宅主屋（2017年登録）
- 後藤家住宅稲荷社（2017年登録）
- 昭和学院創立記念館（2011年登録）
- 西洋館倶楽部（渡辺家住宅）（1999年登録）
- 中村家住宅主屋（2014年登録）
- 中村家住宅稲荷社（2014年登録）
- 中村家住宅北蔵及び事務所（2014年登録）
- 中村家住宅倉庫（2014年登録）
- 中村家住宅土蔵（2014年登録）
- 中村家住宅離れ（2014年登録）
- 中村家住宅防空壕（2014年登録）
- 中村家住宅門及び石塀（2014年登録）
- 中村家住宅煉瓦蔵（2014年登録）
- 日本福音ルーテル市川教会会堂（2008年登録）

## 松戸市
- 千葉県水道局栗山配水塔（2017年登録）
- 旧齋藤家住宅主屋（2017年登録）

## 習志野市
- 旧陸軍演習場内圍壁（2002年登録）
- 千葉工業大学通用門（旧鉄道第二連隊表門）（1998年登録）
- 廣瀬家住宅主屋（2003年登録）
- 廣瀬家住宅井戸上屋（2003年登録）
- 廣瀬家住宅蔵（2003年登録）
- 廣瀬家住宅倉庫（2003年登録）

## 流山市
- 呉服新川屋店舗（2004年登録）
- 寺田園旧店舗（2011年登録）
- 秋元家住宅土蔵（2018年登録）
- 笹屋土蔵（2014年登録）
- 清水屋本店店舗兼主屋（2014年登録）
- 松ケ丘一号型街路灯（2017年登録）

## 野田市
- 懐石あた后店舗（旧茂木房五郎家住宅居住棟）（2008年登録）
- 懐石あた后土蔵（旧茂木房五郎家住宅土蔵）（2008年登録）
- 興風会館（1997年登録）
- 戸邉五右衞門家住宅主屋（2007年登録）
- 戸邉五右衞門家住宅倉庫（2007年登録）
- 戸邉五右衞門家住宅土蔵（2007年登録）
- 戸邉五右衞門家住宅米蔵（2007年登録）
- 野田市市民会館（旧茂木佐平治家住宅）主屋（1997年登録）
- 野田市市民会館（旧茂木佐平治家住宅）茶室（1997年登録）
- 桝田家住宅主屋（2007年登録）
- 桝田家住宅土蔵（2013年登録）
- 桝田家住宅不動尊祠（2013年登録）
- 桝田家住宅煉瓦塀（2013年登録）
- 桝田家住宅脇門（2013年登録）
- 茂木七郎右衛門家住宅主屋（2018年登録）
- 茂木七郎右衛門家住宅書院（2018年登録）
- 茂木七郎右衛門家住宅書院北・東側土塀（2018年登録）
- 茂木七郎右衛門家住宅書院南側板塀（2018年登録）
- 茂木七郎右衛門家住宅新蔵（2018年登録）
- 茂木七郎右衛門家住宅新座敷（2018年登録）
- 茂木七郎右衛門家住宅正門（2018年登録）
- 茂木七郎右衛門家住宅本蔵（2018年登録）
- 茂木七郎右衛門家住宅向蔵（2018年登録）
- 茂木七郎右衛門家住宅煉瓦塀（2018年登録）
- 茂木七郎右衛門家住宅琴平蔵（2018年登録）
- 茂木七郎右衛門家住宅穀物蔵（2018年登録）
- 茂木七郎右衛門家住宅内門（2018年登録）
- 茂木七郎右衛門家住宅奥文庫蔵（2018年登録）
- 茂木七郎右衛門家住宅琴平神社額殿（絵馬殿）（2018年登録）
- 茂木七郎右衛門家住宅琴平神社神楽殿（2018年登録）
- 茂木七郎右衛門家住宅琴平神社手水舎（2018年登録）
- 茂木七郎右衛門家住宅琴平神社本殿（2018年登録）
- 茂木本家住宅主屋（2010年登録）
- 茂木本家住宅正門（2010年登録）
- 茂木本家住宅庭門及び竹木賊張塀（2010年登録）
- 茂木本家住宅板塀（2010年登録）
- 茂木本家住宅南蔵（2010年登録）
- 茂木本家住宅煉瓦塀（2010年登録）
- 茂木本家住宅稲荷神社（2010年登録）
- 茂木本家住宅稲荷神社水屋（2010年登録）
- 茂木本家住宅北蔵（2010年登録）
- 茂木本家住宅旧米倉（2010年登録）
- 茂木本家住宅旧仕込倉（2010年登録）
- 茂木本家住宅旧漬物倉（2010年登録）
- 茂木本家住宅旧門番棟（2010年登録）

## 成田市
- 石橋家住宅土蔵（1999年登録）
- 石橋家住宅東の蔵（1999年登録）
- 石橋家住宅南の蔵（1999年登録）
- 石橋家住宅門（1999年登録）
- 一粒丸三橋薬局店舗（2010年登録）
- 一粒丸三橋薬局土蔵（2010年登録）
- 大野屋旅館（2005年登録）
- 長興院山門（1999年登録）
- 川豊本店店舗（2020年登録）

## 木更津市
- 下郡郵便局旧局舎（2004年登録）
- 選擇寺本堂（2000年登録）
- ヤマニ綱島商店店舗（2011年登録）

## 印西市
- 岩井家住宅主屋（旧武蔵屋店舗）（2007年登録）

## 市原市
- 武田家住宅（1997年登録）
- 小湊鉄道海士有木駅本屋（2017年登録）
- 小湊鉄道板谷隧道（2017年登録）
- 小湊鉄道馬立駅本屋（2017年登録）
- 小湊鉄道大久保隧道（2017年登録）
- 小湊鉄道上総牛久駅本屋（2017年登録）
- 小湊鉄道上総鶴舞駅本屋（2017年登録）
- 小湊鉄道上総鶴舞駅貨物上屋（2017年登録）
- 小湊鉄道上総村上駅本屋（2017年登録）
- 小湊鉄道上総山田駅本屋（2017年登録）
- 小湊鉄道旧鶴舞発電所（2017年登録）
- 小湊鉄道五井機関区機関庫及び鍛冶小屋（2017年登録）
- 小湊鉄道里見駅本屋（2017年登録）
- 小湊鉄道第一柴の下橋梁（2017年登録）
- 小湊鉄道第一養老川橋梁（2017年登録）
- 小湊鉄道第二柴の下橋梁（2017年登録）
- 小湊鉄道第二養老川橋梁（2017年登録）
- 小湊鉄道第四養老川橋梁（2017年登録）
- 小湊鉄道高滝駅本屋（2017年登録）
- 小湊鉄道月崎駅本屋及びプラットホーム（2017年登録）
- 小湊鉄道月崎駅旧下り線プラットホーム（2017年登録）
- 小湊鉄道月崎第一隧道（2017年登録）
- 小湊鉄道養老渓谷駅本屋（2017年登録）

## 君津市
- 旧河内屋店舗及び主屋（2009年登録）

## 袖ケ浦市
- 旧藤谷家住宅主屋（2016年登録）
- 旧藤谷家住宅離れ（2016年登録）

## 勝浦市
- 吉野酒造石塀（2008年登録）
- 吉野酒造煙突（2008年登録）
- 吉野酒造北酒蔵（2008年登録）
- 吉野酒造北土蔵（2008年登録）
- 吉野酒造旧馬屋（2008年登録）
- 吉野酒造店舗兼主屋（2008年登録）
- 吉野酒造松尾神社（2008年登録）
- 吉野酒造南蔵（2008年登録）
- 吉野酒造南酒蔵（2008年登録）
- 吉野酒造門（2008年登録）
- 旅館松の家（2003年登録）

## 館山市
- 鈴木家住宅主屋（2007年登録）
- 鈴木家住宅表門（2007年登録）
- 鈴木家住宅蔵（2007年登録）
- 巴橋（2007年登録）
- 小高記念館（2016年登録）
- 小原家住宅主屋（2017年登録）
- 小原家住宅表門（2017年登録）
- 小原家住宅旧長屋門（2017年登録）
- 小原家住宅米蔵（2017年登録）
- 小原家住宅離れ（2017年登録）
- 小原家住宅文庫蔵（2017年登録）
- 洲埼灯台（2015年登録）
- 紅屋商店主屋（2007年登録）
- 紅屋商店店舗（2007年登録）

## 香取市
- 香雲閣（2000年登録）
- 香取神宮拝殿・幣殿・神饌所（2001年登録）
- 染織処谷屋土蔵（夢紫美術館）（1999年登録）

## 茂原市
- 加藤家住宅（茂原牡丹園）主屋（2003年登録）
- 加藤家住宅（茂原牡丹園）長屋門（2003年登録）
- 茂原昇天教会（1999年登録）

## 鴨川市
- 和泉公会堂（1999年登録）
- 旧水田家住宅主屋（2002年登録）
- 旧水田家住宅長屋門（2002年登録）
- 鈴木家住宅主屋（2002年登録）
- 鈴木家住宅石蔵（2002年登録）
- 鈴木家住宅穀蔵（2002年登録）
- 鈴木家住宅離れ（2002年登録）
- 鈴木家住宅火入れ蔵（2002年登録）

## 富津市
- 加藤家住宅主屋（2012年登録）
- 山静堂主屋（2007年登録）
- 鈴木家住宅主屋（2010年登録）
- 鈴木家住宅石垣（2010年登録）
- 鈴木家住宅石蔵（2010年登録）
- 鈴木家住宅井戸（2010年登録）
- 鈴木家住宅稲荷社（2010年登録）
- 宮醤油店主屋（2007年登録）
- 宮醤油店奥蔵（2007年登録）
- 宮醤油店旧米蔵（2007年登録）
- 宮醤油店店舗（2007年登録）
- 宮醤油店西蔵（2007年登録）
- 宮醤油店東蔵（2007年登録）
- 宮醤油店離れ（2007年登録）
- 宮醤油店店蔵（2007年登録）
- 宮醤油店脇蔵（2007年登録）

## 南房総市
- 須藤家住宅主屋（2006年登録）
- 野島埼灯台（2012年登録）

## 東金市
- 多田屋本社社屋（1999年登録）
- 多田屋店舗（1999年登録）
- 八鶴亭宿泊館（2009年登録）
- 八鶴亭新館（2009年登録）
- 八鶴亭ビリヤード棟（2009年登録）
- 八鶴亭本館（2009年登録）
- 八鶴亭浴室棟（2009年登録）

## 山武市
- 九十九里教会（1999年登録）

## 四街道市
- 木村家住宅（旧北白川宮邸）（1999年登録）
- 近藤家住宅主屋（2004年登録）
- 近藤家住宅土蔵（2004年登録）
- 近藤家住宅長屋門（2004年登録）

## 富里市
- 旧岩崎家末廣別邸主屋（2013年登録）
- 旧岩崎家末廣別邸東屋（2013年登録）
- 旧岩崎家末廣別邸石蔵（2013年登録）

## 銚子市
- 石上酒造麹室（2018年登録）
- 石上酒造米蔵（2018年登録）
- 石上酒造仕込蔵（醪蔵）（2018年登録）
- 石上酒造貯蔵蔵（2018年登録）
- 石上酒造文庫蔵（2018年登録）
- 磯角商店主屋（2014年登録）
- 犬吠埼灯台（2010年登録）
- 内野家住宅洋館（1999年登録）
- 旧犬吠埼霧信号所霧笛舎（2014年登録）
- 旧西廣家住宅（治郎吉）主屋（2018年登録）
- 旧西廣家住宅（治郎吉）缶詰工場（2018年登録）
- 旧西廣家住宅（治郎吉）倉庫（北倉）（2018年登録）
- 旧西廣家住宅（治郎吉）倉庫（南倉）（2018年登録）
- 旧西廣家住宅（治郎吉）煉瓦塀（2018年登録）
- 滑川家住宅主屋（2017年登録）
- 滑川家住宅長屋門（2017年登録）

## 佐倉市
- 旧武居家住宅主屋（2016年登録）
- 旧平井家住宅店舗兼主屋（2016年登録）
- 旧平井家住宅座敷棟（2016年登録）
- 旧平井家住宅脇蔵（2016年登録）
- 千葉県立佐倉高等学校記念館（2005年登録）

## 八街市
- 千葉黎明学園生徒館（2013年登録）

## 匝瑳市
- 新井時計店（1999年登録）
- 鶴泉堂菓子店石倉庫（2009年登録）
- 鶴泉堂菓子店店舗兼主屋（2009年登録）
- 坂本総本店店舗（1999年登録）

## 大網白里市
- 熱海輪店（旧千葉銀行大網支店）（1999年登録）

## 大多喜町
- 伊勢幸酒店店舗兼主屋（2009年登録）
- 大多喜町役場中庁舎（2015年登録）
- 大屋旅館（1999年登録）
- 塩田家住宅主屋（2015年登録）
- 宍倉弥兵衛商店店舗兼主屋（2009年登録）
- 豊乃鶴酒造主屋（1999年登録）
- 豊乃鶴酒造精米所及び貯蔵庫（2011年登録）
- 豊乃鶴酒造煙突（2011年登録）
- 豊乃鶴酒造工場（2011年登録）
- 豊乃鶴酒造酒蔵（2011年登録）
- 豊乃鶴酒造店舗（2011年登録）

## 多古町
- 木内家住宅主屋（1999年登録）
- 木内家住宅旧蔵（1999年登録）
- 木内家住宅旧店舗（1999年登録）
- 渋谷嘉助旧宅正門（1999年登録）

## 栄町
- 石原家住宅主屋（2008年登録）

## 神崎町
- 寺田本家醸造蔵（1999年登録）

## 長南町
- 星野家薬局店舗（1999年登録）
- 星野家薬局調剤室（1999年登録）
- 星野家薬局門（1999年登録）

## 長柄町
- 翠州亭（旧スイス大使館）（2004年登録）

## 一宮町
- 芥川荘（2001年登録）
- 旧秋場家住宅主屋（2017年登録）
- 旧秋場家住宅土蔵（2017年登録）
- 旧秋場家住宅長屋門（2017年登録）
- 旧斎藤家住宅主屋（2017年登録）
- 旧斎藤家住宅稲荷社（2017年登録）
- 旧斎藤家住宅土蔵（2017年登録）
- 旧斎藤家住宅店蔵（2017年登録）
- 高原家住宅店蔵（2017年登録）

## 酒々井町
- 飯沼本家主屋（2017年登録）
- 飯沼本家裏門及び塀（2017年登録）
- 飯沼本家甲子蔵（2017年登録）
- 飯沼本家離れ屋（2017年登録）
- 飯沼本家前蔵（2017年登録）
- 飯沼本家明治蔵（2017年登録）

## 抹消
解体等による登録抹消
- 旧木内旅館〔香取市〕（2002年登録、2006年抹消）
- 玉川旅館本館〔船橋市〕（2008年登録、2020年廃業により解体、2021年抹消）
- 玉川旅館第一別館〔船橋市〕（2008年登録、2020年廃業により解体、2021年抹消）
- 玉川旅館第二別館〔船橋市〕（2008年登録、2020年廃業により解体、2021年抹消）